# 英国欧州航空
英国欧州航空（えいこくおうしゅうこうくう、英語: British European Airways　略称:BEA）は、1946年から1974年まで運航していたイギリスの航空会社。イギリスの国内線と欧州域内の中・短距離国際線を担当していた。1974年に長距離国際線を担当していた英国海外航空(BOAC)と合併し、ブリティッシュ・エアウェイズとなった。

## 歴史

### 設立

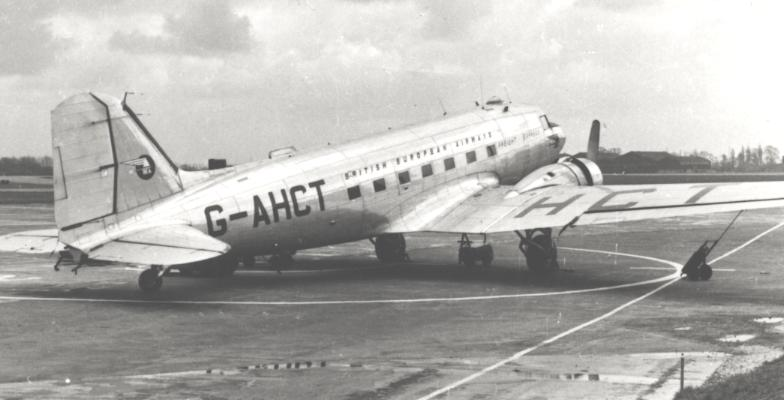
DC-3（1951年）

第二次世界大戦後間もなくの1946年1月、BOACはロンドンからアムステルダム、ブリュッセル、パリへの路線の運航を再開していたが、戦時中運航していた国内の複数の航空会社を自社の欧州部門へ統合し、8月1日にBEAを設立した。当初はロンドンの西にあるイギリス空軍ノーソルト空軍基地からDC-3、デ・ハビランド DH.89 ドラゴン・ラピード、ドイツ製のユンカース Ju52等の戦時中の機材を寄せ集めて運航していた。

### イギリス製旅客機のオペレーターとして

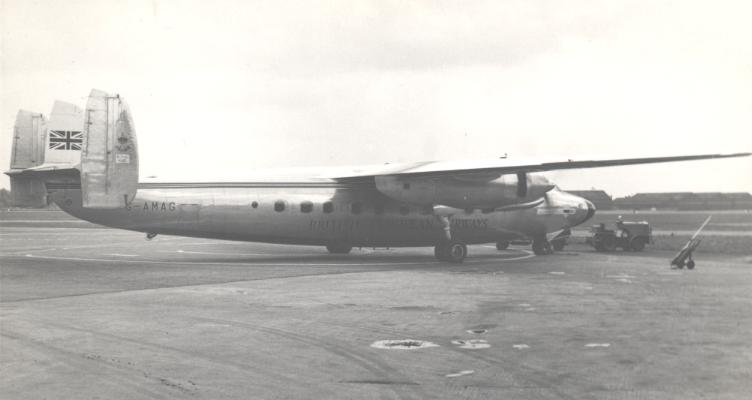
エアスピード アンバサダー

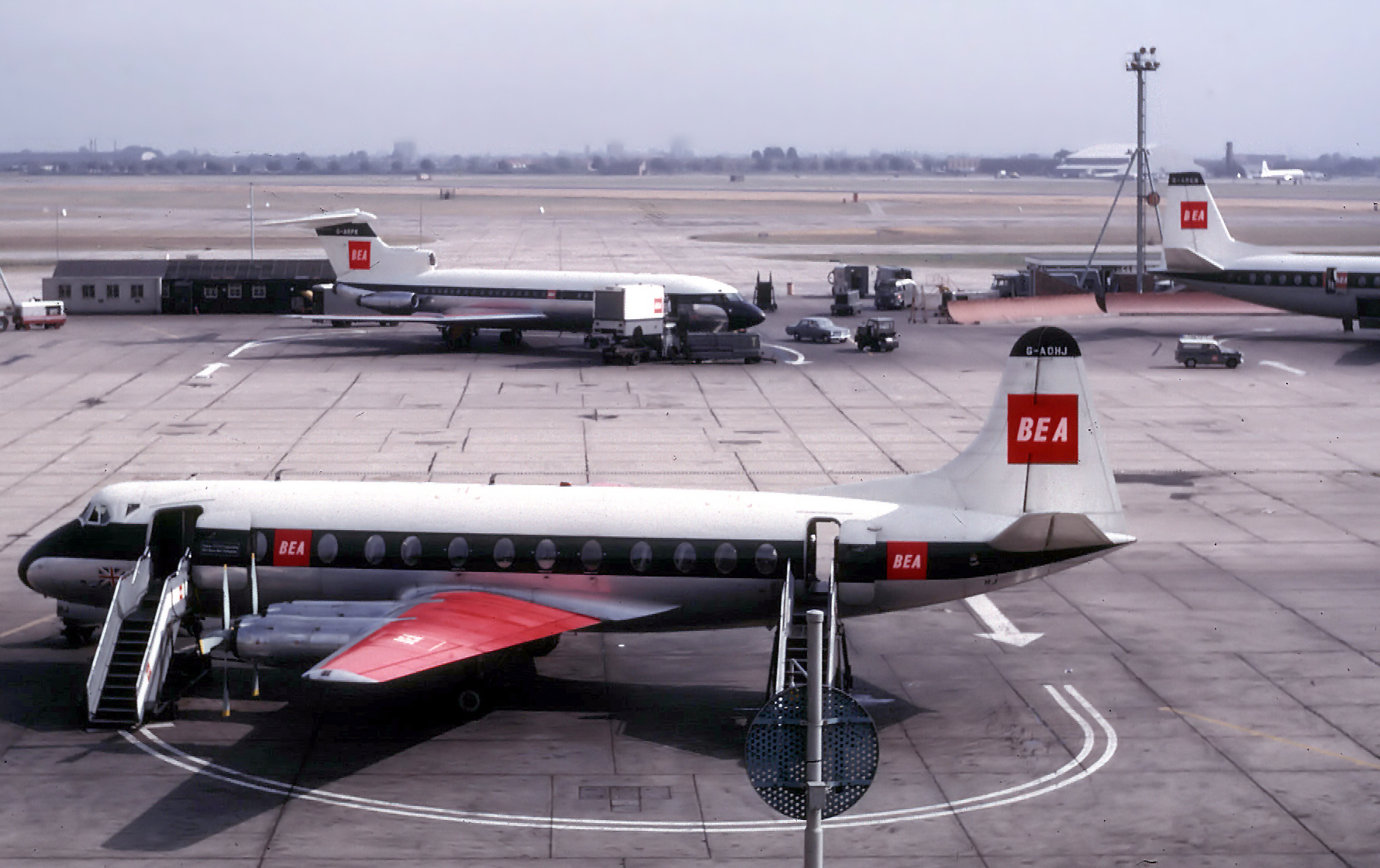
ヴィッカース・バイカウントとホーカー・シドレートライデント

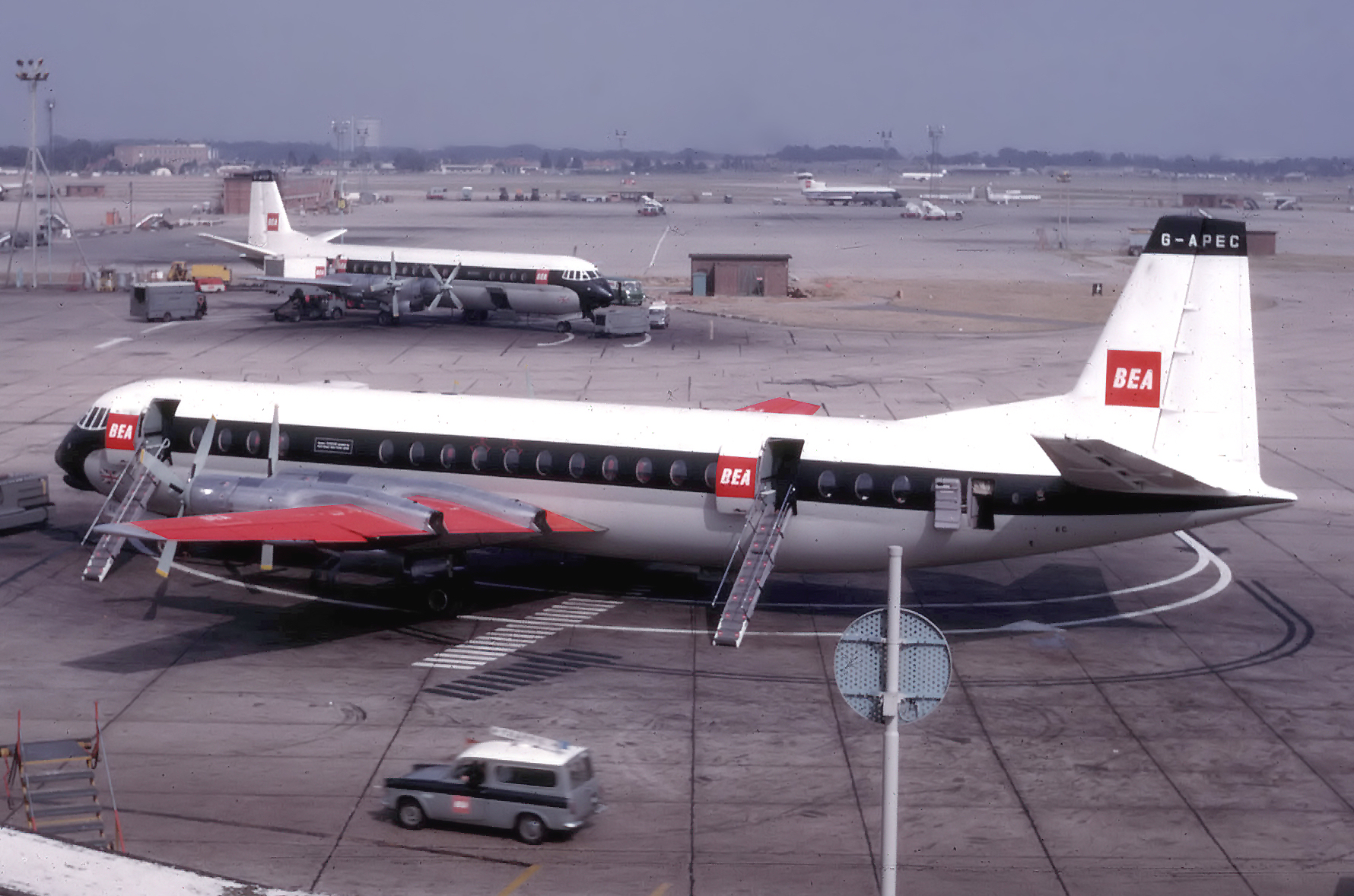
ヴィッカース・ヴァンガード

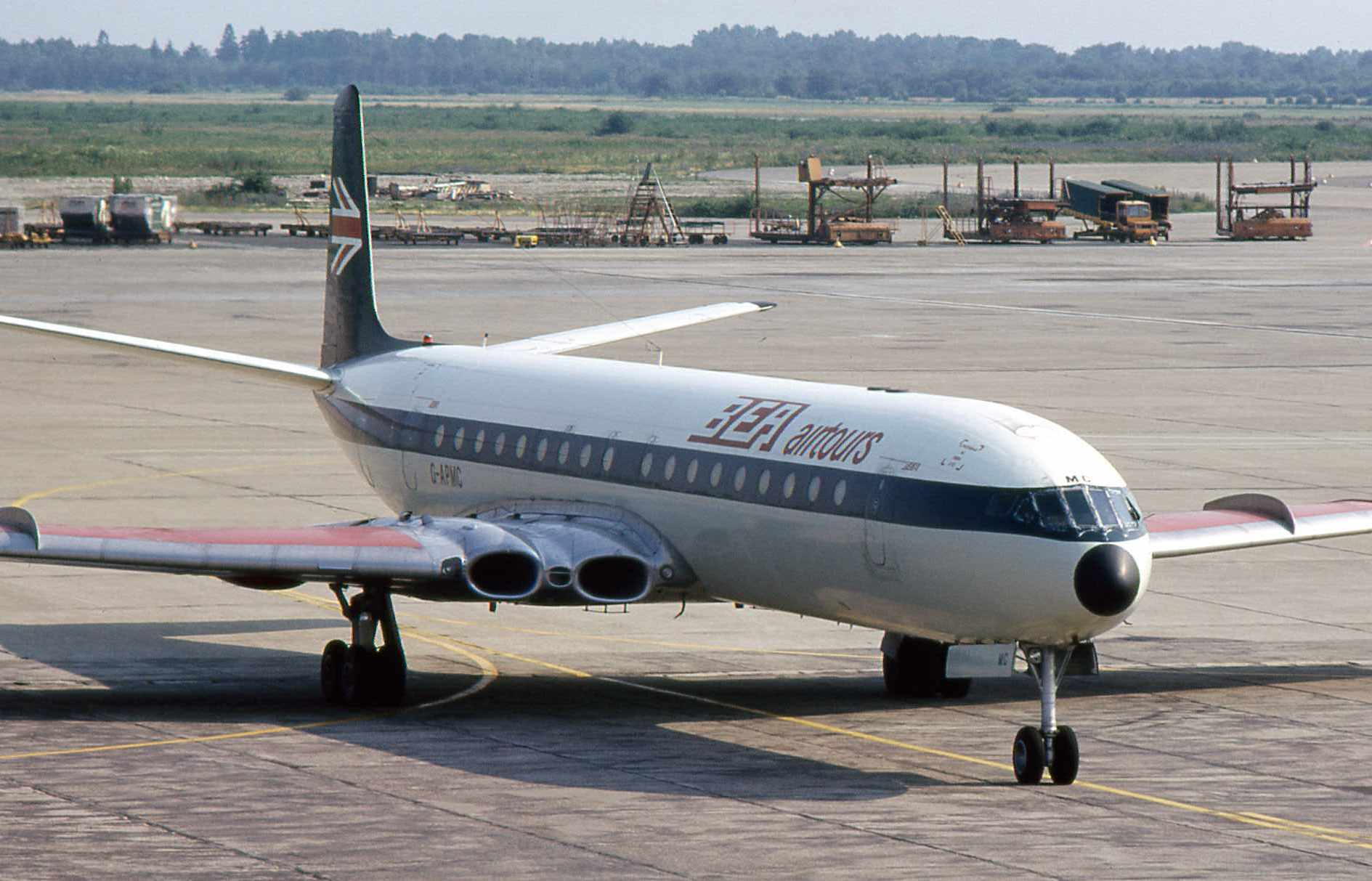
BEAエアツアーズのコメット

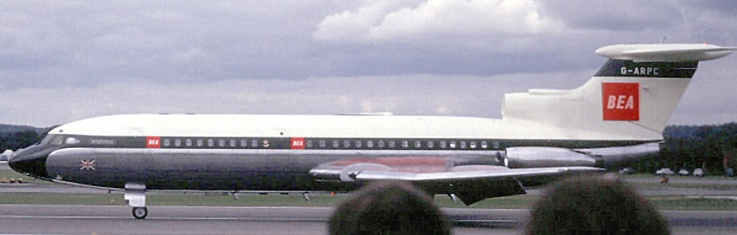
ホーカー・シドレー トライデント

戦後の復興とイギリスの航空機産業の発展と共に、BEAは英国製の最新鋭旅客機を次々に投入するようになり、BEAの歴史はイギリスの旅客機開発の歴史そのものとも言えるものとなった。
まずヴィッカース・ヴァイキング、エアスピード アンバサダーといったレシプロエンジンのプロペラ機を投入、1953年には初のターボプロップ旅客機となるヴィッカース・バイカウントが投入された。1960年にはヴィッカース・ヴァンガード、さらには初のジェット機デ・ハビランド コメットをロンドン - モスクワ線に導入した。
1960年代後半にはホーカー・シドレー トライデント、BAC 1-11を導入したがこれらの機材はBEA以外の航空会社にはほとんど売れず、イギリスの航空機産業がボーイングやダグラス・エアクラフトといったアメリカの航空機メーカーに太刀打ちできなくなっていった状況を表していた。

### BOACとの合併

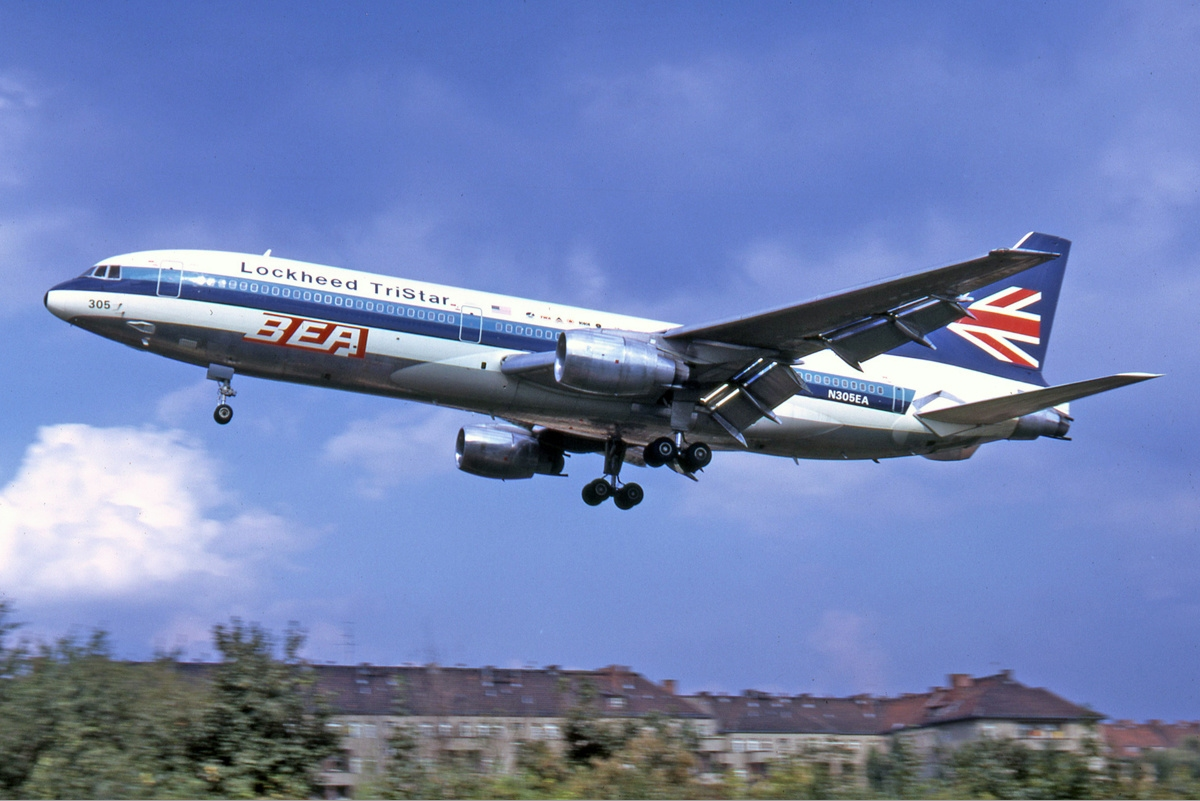
BEAデモンストレーション仕様のロッキード L-1011 トライスター（1972年9月 西ベルリン・テンペルホーフ空港）、実際はイースタン航空に納入された機材(機体記号：N305EA)であり、塗装もイースタン航空のものがベースになっている）

BEAはカンブリアン航空などに資本参加してフィーダー路線を強化し、またチャーター便会社BEA エアツアーズを設立するなど業容を拡大していたが、1971年にイギリス政府はBOACとBEAの合併を決定した。1972年にはBEAはイースタン航空やトランス・ワールド航空等と共にロッキード L-1011 トライスターのローンチカスタマーの1社となったがBEAカラーのトライスターはファーンボロー国際航空ショーに展示されたのみで、実際はブリティッシュ・エアウェイズのカラーリングで納入された。1972年9月1日にBOACと合併した後もBEAはブリティッシュ・エアウェイズのディヴィジョンとして存続したが1974年4月1日にブリティッシュ・エアウェイズに一体化された。

### 復刻塗装

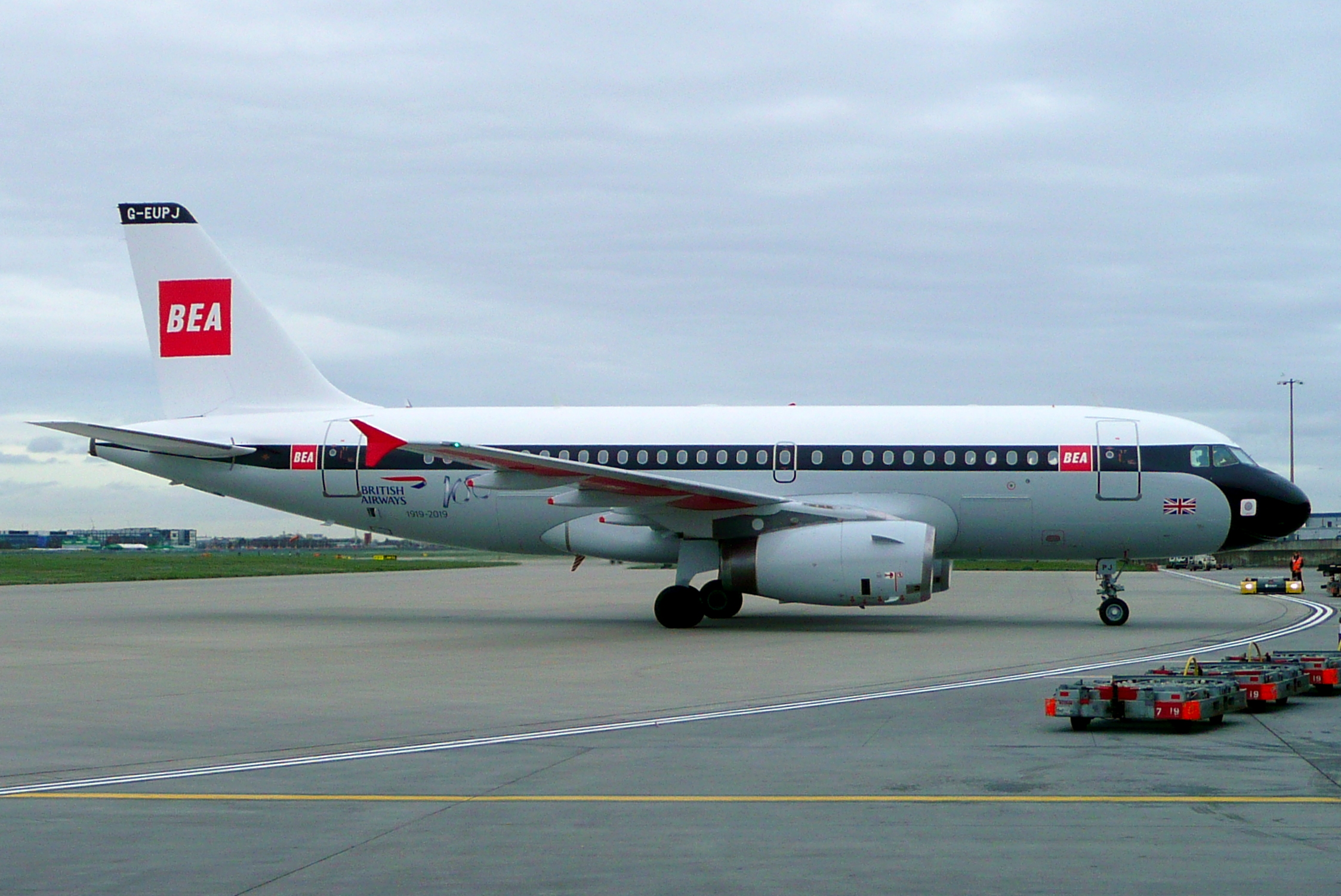
BEAの塗装が塗られたブリティッシュ・エアウェイズのA319（G-EUPJ）

ブリティッシュ・エアウェイズは2019年に、国際線運航100周年を記念し複数の機体に特別塗装を実施。エアバスA319のうち1機（G-EUPJ）がBEAの塗装になった。

## 運行していた主な機材
- DC-3
- デ・ハビランド DH.89 ドラゴン・ラピード
- デ・ハビランド DH.114 ヘロン
- デ・ハビランド コメット
- アームストロング・ホイットワース アーゴシー

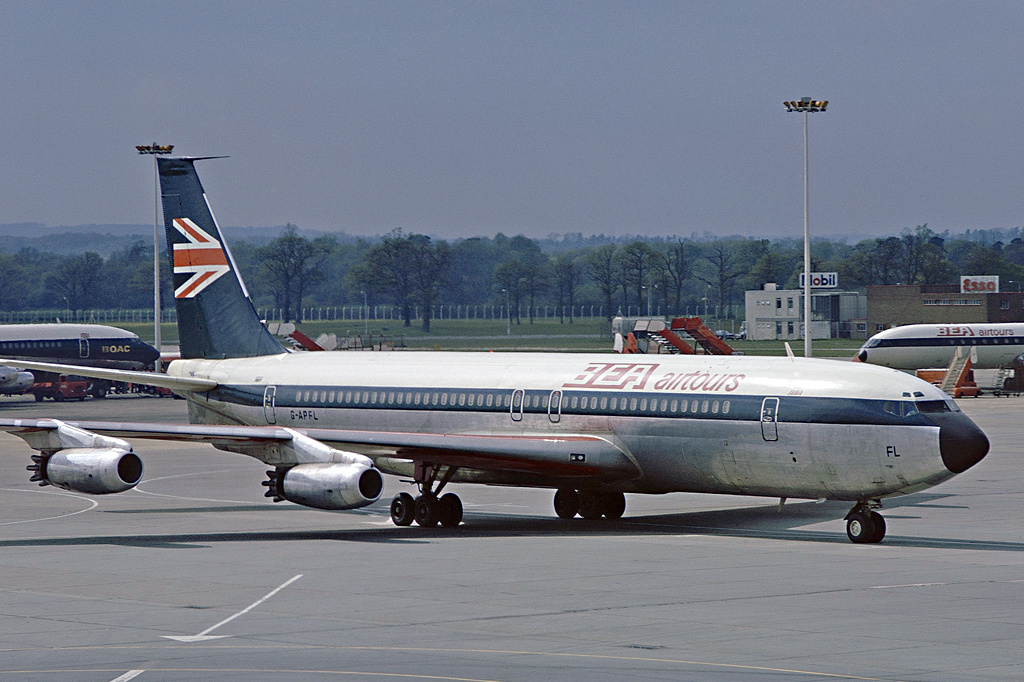
ボーイング707-400

- ユンカース Ju52
- ヴィッカース・ヴァイキング
- ヴィッカース・バイカウント
- ヴィッカース・ヴァンガード
- エアスピード アンバサダー
- ホーカー・シドレー トライデント
- ハンドレページ ダートヘラルド
- BAC 1-11

- ボーイング707-400

## 主な事故
- キプロス航空284便爆破事件（運航はBEA）
- 英国欧州航空548便墜落事故
- 英国欧州航空706便墜落事故
- ミュンヘンの悲劇

## ブリティッシュ・エアウェイズの前身会社
- ブリティッシュ・エアウェイズ (1974-)
  - 英国海外航空 (1939 - 1974)
    - インペリアル・エアウェイズ (1924 - 1939)
      - ハンドリー・ページ・トランスポート (1919-1924)
      - ダイムラー・エアウェイズ（英語版） (1921-1924)
        - エアクラフト・トランスポート・アンド・トラベル (1916-1921)

      - インストーン・エアライン（英語版） (1919-1924)
      - ブリティッシュ・マリン・エア・ナビゲーション（英語版） (1923-1924)

    - ブリティッシュ・エアウェイズ（英語版） (1935-1939)
      - スパルタン航空（英語版） (1933-1935)
      - ユナイテッド・エアウェイズ（英語版） (1935)
      - ヒルマンズ航空（英語版） (1931-1935)

  - 英国欧州航空 (1946 - 1974)
  - ブリティッシュ・カレドニアン航空 (1970 - 1988)
    - ブリティッシュ・ユナイテッド航空（英語版） (1960-1970)
    - カレドニアン航空（英語版） (1961-1970)